# Ruská strana sociální spravedlnosti
Ruská strana sociální spravedlnosti (rusky Российская партия справедливости) je malá ruská politická strana. Programově se řídí ideou progresivismu, lze jí tak zařadit na levici politického spektra.

## Volební výsledky

### Státní Duma
| Volby | Hlasy     | %    | mandáty |
| ----- | --------- | ---- | ------- |
| 2003  | 1 874 739 | 3,09 | 0       |
| 2007  | 154 064   | 0,22 | 0       |